# Parineeta
Parineeta (Hindi: परिणीता, Urdu: پرنیتا), è un film di Bollywood del 2005, ispirato all'omonimo racconto del 1914 di Sarat Chandra Chattopadhyay. Il titolo significa “La donna sposata”.

## Trama
Shekhar e Gayatri Tanta stanno per sposarsi. Entrambi sono molto ricchi: il primo è figlio di Navin Rai, grande possidente e la seconda di un importante industriale. Shekhar viene chiamato da Vasundhara, una vedova del vicinato e ci va a parlare; lì incontra Lalita, che ha sentito tutto, amica di vecchia data, che gli dice prontamente che lui, ora che si sta per sposare, non sembra più lo stesso. Shekhar, per nulla commosso, la riprende bruscamente dicendo che dovrebbe pensare ai suoi doveri di moglie invece che a criticarlo.
Shekhar suona al piano e si ricorda dei tempi andati: quando era bambino e ha conosciuto Lalita, presa in famiglia perché i suoi genitori erano morti in un incidente di macchina. Dopo vari avvenimenti, un giorno Lalita, che lavora nell'ufficio del signor Rai, scopre che c'è un progetto riguardante la costruzione di un hotel al posto della casa in cui abita lei con i suoi zii.
Per salvare la situazione si fa aiutare da un amico, magnate nel settore delle acciaierie, venuto da Londra, un certo Girish Sharma. Quando però, costui paga i soldi che servono per riscattare la proprietà, sia Navin che Shekhar hanno di che lamentarsi: il primo perché ha perso un'occasione di guadagno ben maggiore e il secondo perché sospetta fortemente che Girish abbia fatto ciò per conquistare il cuore di Lalita. Una notte però Shekhar e Lalita si sposano senza che nessuno sappia nulla, scambiandosi secondo l'usanza le ghirlande. Mentre Shekhar è fuori per un viaggio d'affari, Navin si vendica nei confronti della famiglia di Lalita, che abita di fronte a lui, facendo costruire un muro per non vederli più: ciò provoca un collasso al vecchio zio della ragazza, da sempre propenso a un matrimonio tra Lalita e Girish. Così per soddisfare il vecchio, i due decidono di sposarsi.
Durante il viaggio Shekhar ha modo di conoscere meglio la ricca Gayatri e, una volta ritornato, apprende la notizia del matrimonio e decide, per ripicca, di sposarsi con l'ereditiera. La sera del matrimonio Girish va da Shekhar per cercare di fargli capire tutto, compreso il fatto che Lalita in verità ha sempre amato lui. Mosso dal coraggio dato dall'amore, decide di distruggere il muro che ha fatto costruire il padre e dietro vi trova la sua amata Lalita.

## Uscite internazionali
- Uscita in  India: 10 giugno 2005
- Uscita negli  USA: 10 giugno 2005
- Uscita in  Australia: 10 giugno 2005
- Uscita nel  Regno Unito: 10 giugno 2005
- Uscita in  Germania: 10 febbraio 2006

## Musiche
Nel film sono presenti sette canzoni, di seguito riportate nell'ordine in cui appaiono:
- Dhinak Dhinak Dha
- Soona Man Ka Aangan
- Piyu Bole
- Kaisi Paheli Zindagaani
- Hui Main Parineeta
- Kasto Mazza
- Raat Hamari To

La prima canzone viene cantata subito all'inizio quando tutto è pronto per il matrimonio tra Shekhar e Gayatri: è tutto il popolo presente a cantare e i due sposi sono solo al centro dell'attenzione, senza cantare.
La seconda viene cantata solo da Saif Ali Khan, mentre suona al pianoforte e riguarda i ricordi che ha con Lolita da piccola.
Subito dopo, Piyu Bole è invece cantata dai due protagonisti, Lolita in piedi e Shekhar al pianoforte.
La quarta canzone è quella ambientata al Moulin Rouge e vede la partecipazione straordinaria di Rekha.
Hui Main Parineeta è cantata dai due protagonisti nel momento più romantico del film, subito dopo la scena dell'appassionato bacio.
Kasto Mazza vede la partecipazione di un gruppo di bambini sul treno che sta portando Shekhar da Gayatri.
Infine, Raat Hamari To è cantata nel momento di maggior tensione del film, subito dopo l'aspro litigio tra Shekhar e Lolita.